# UA1
Pour les articles homonymes, voir UA1 (homonymie).

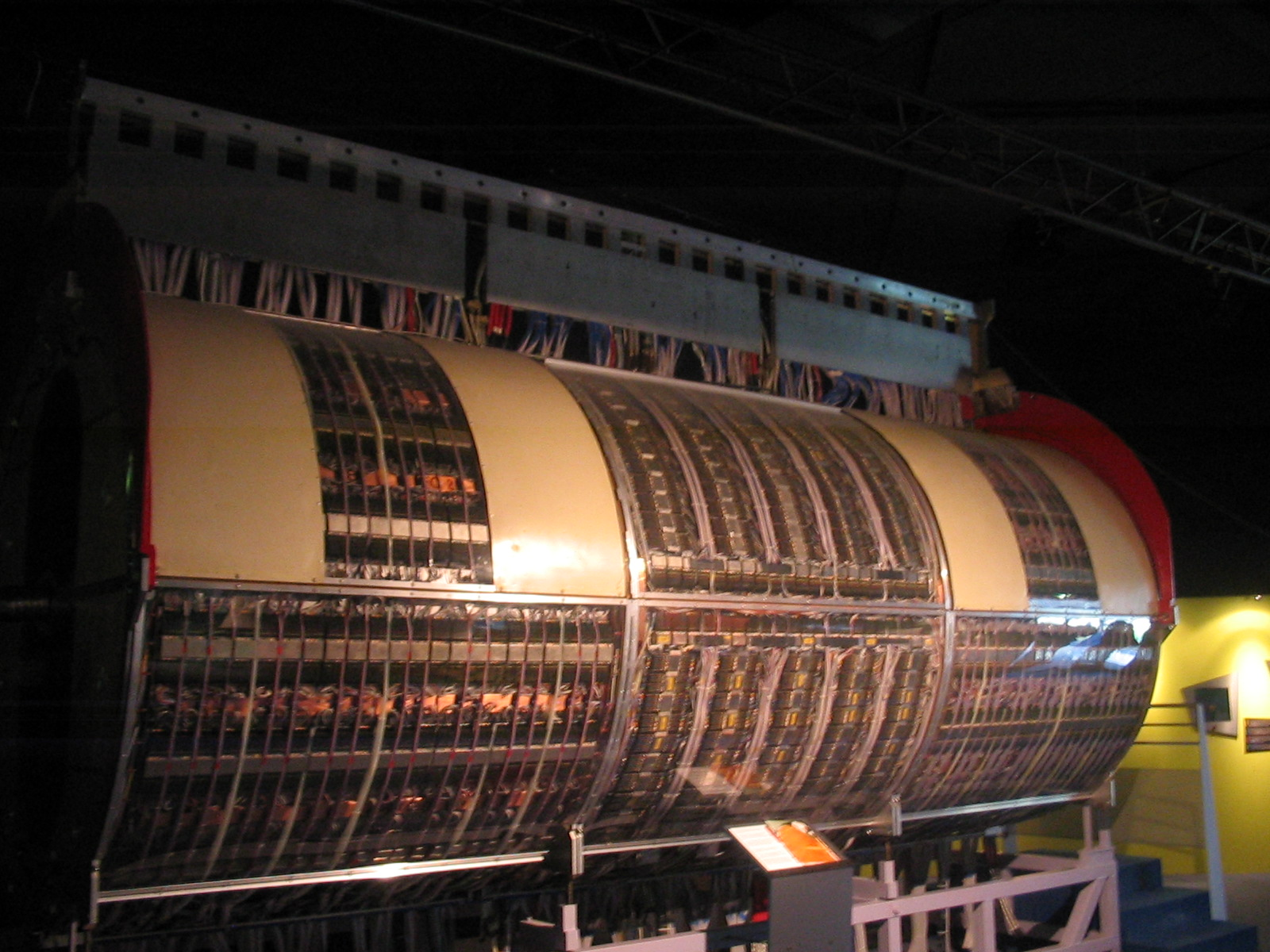
Section centrale de l’expérience UA1 exposée au Musée Microcosm du CERN

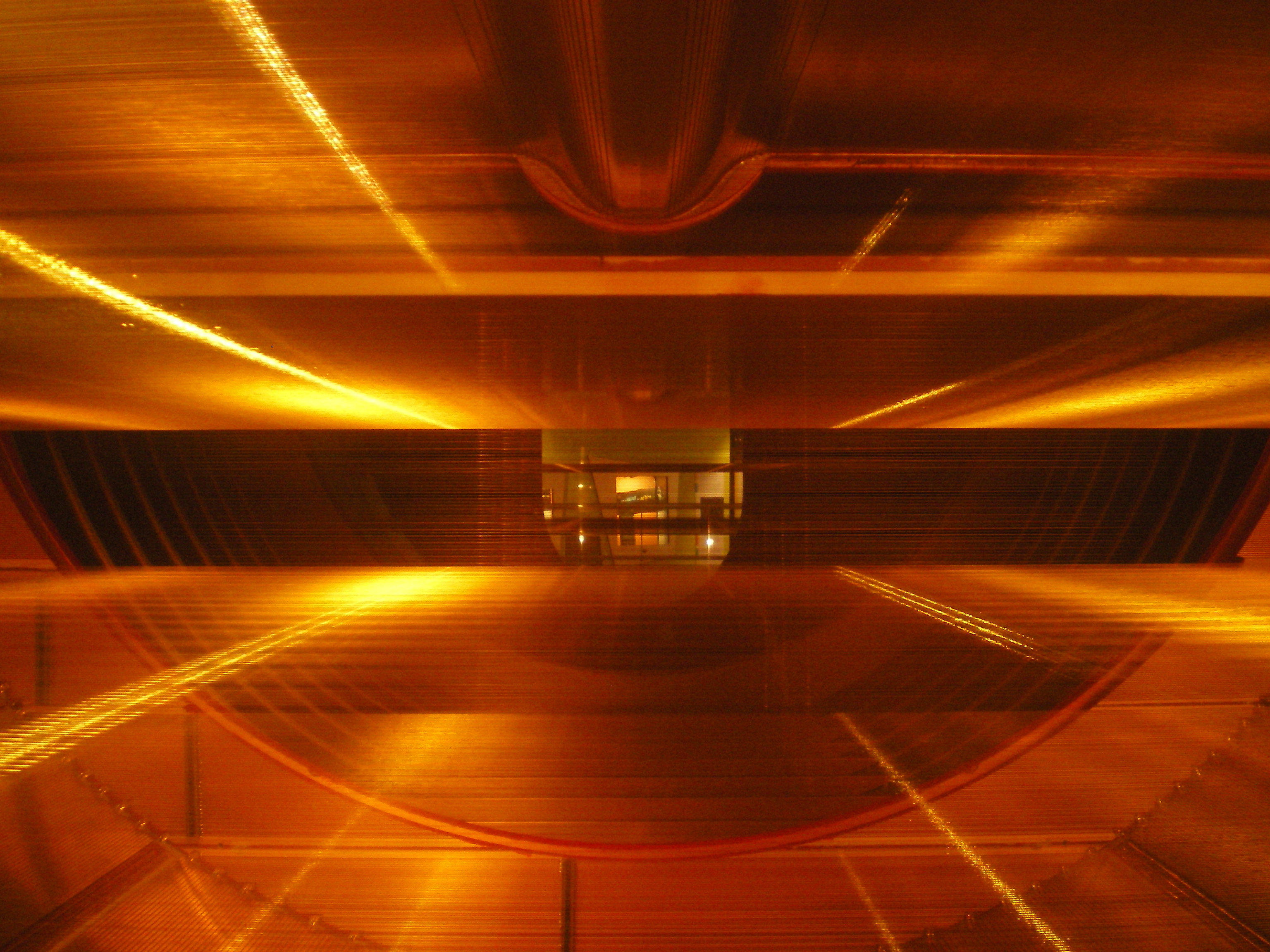
Vue interne du détecteur

UA1 est l’une des expériences conduites lors du projet Super Proton Synchrotron (SPS) du CERN de 1981 à 1990. À l’aide des résultats de l’expérience UA2, ce projet a permis la découverte des bosons W et Z ; découverte récompensée par le prix Nobel de physique en 1984.

## Description

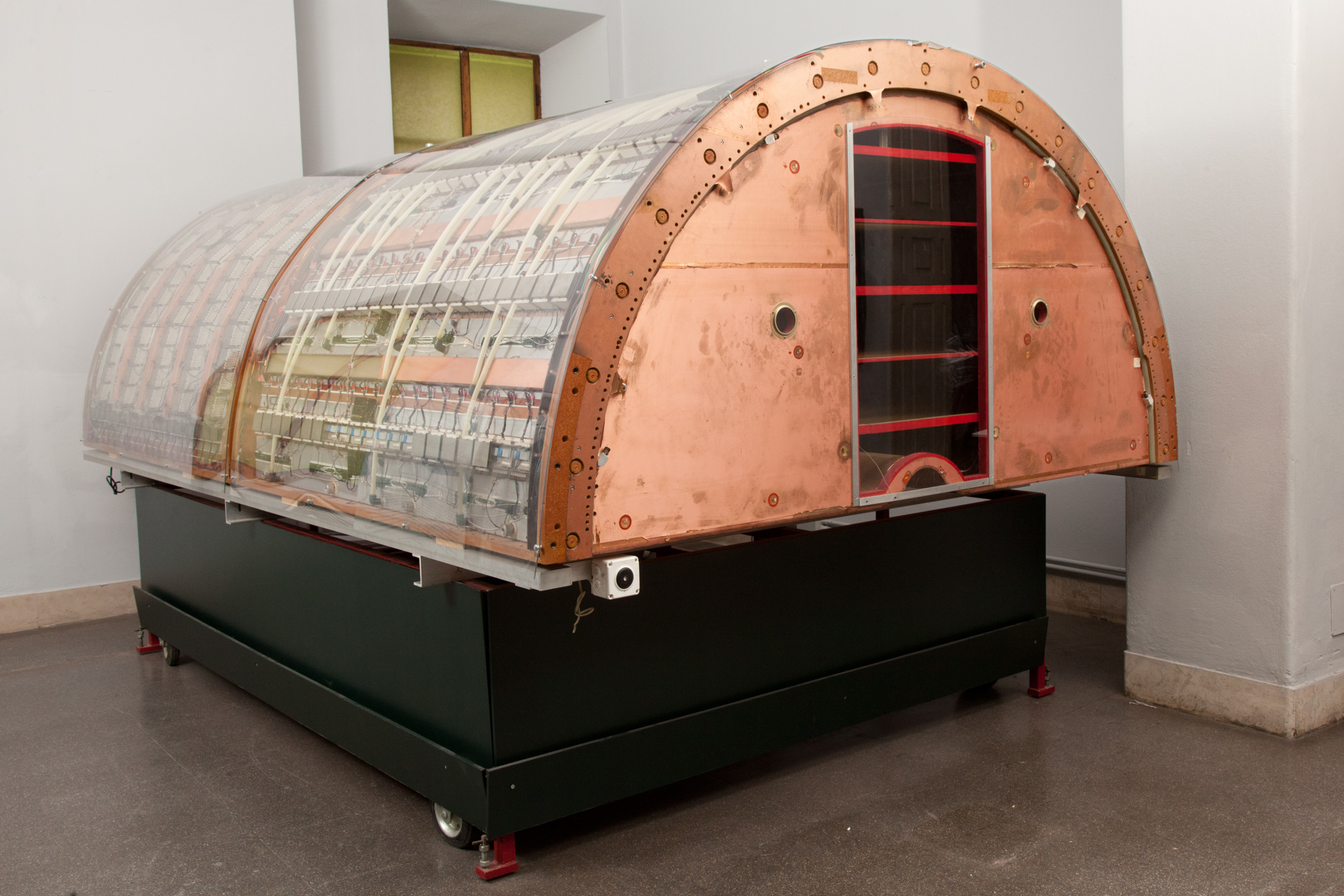
Section du détecteur UA1 exposée au Museo nazionale della scienza e della tecnologia Leonardo da Vinci de Milan

L’acronyme UA désigne l’underground area du CERN : un site de recherche situé sous terre, à l’écart des deux complexes principaux et toujours en activité en 2011. L’UA1 est un détecteur généraliste composé d’une chambre à fils, d’un détecteur de muons et de plusieurs calorimètres. La chambre à fils consiste en un assemblage cylindrique composée de six chambres, l’ensemble mesurant 5,8 m de long pour 2,3 m de diamètre constituant finalement la plus grande de son époque. Elle générait un champ magnétique de 0,7 T et les chambres étaient remplies d’un mélange argon-éthane.
Les plans du détecteur UA1 sont conçus en 1978 et le projet accepté au cours de la même année. UA1 a eu une utilité cruciale afin de comprendre la topologie complexe de collisions protons-antiprotons, qui a permis la découverte des bosons W et Z.